# 彭越浦

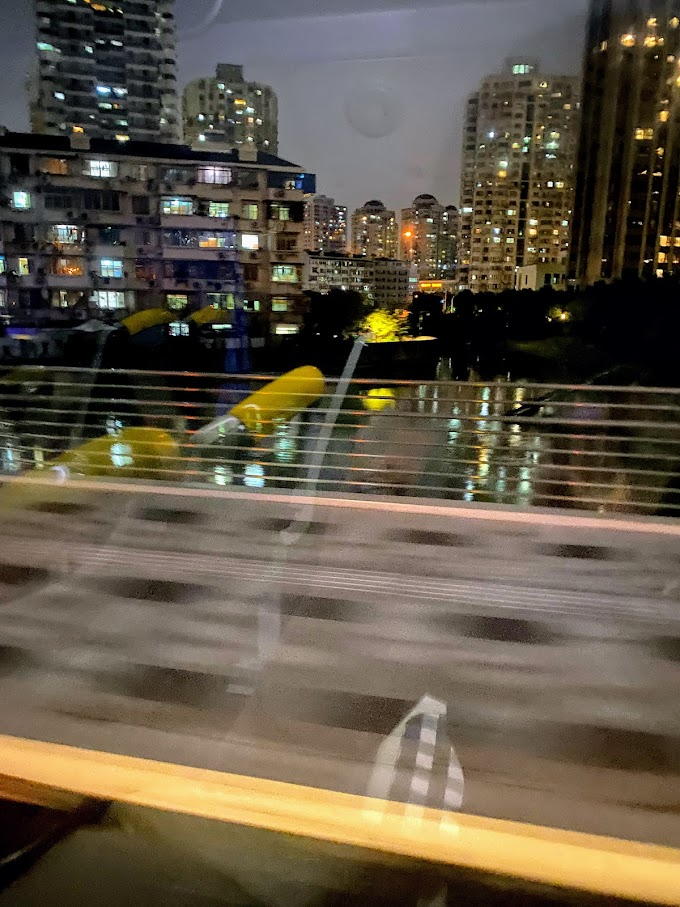
大洋橋與彭越浦

彭越浦是中國上海地跨靜安、普陀两区的一条河道，北起走马塘，南经彭浦镇，至潭子湾入苏州河，长约7公里。其名字的由来取自河东岸的彭越庙（亦称“彭王庙”）。河流南段原为虬江河段，20世纪初，因修筑铁路，虬江下游阻断，這一段的河流并入彭越浦。彭越浦有400多米位於大寧靈石公園內。在彭越浦流入吴淞江的河口处，有节制闸1座。

## 歷史

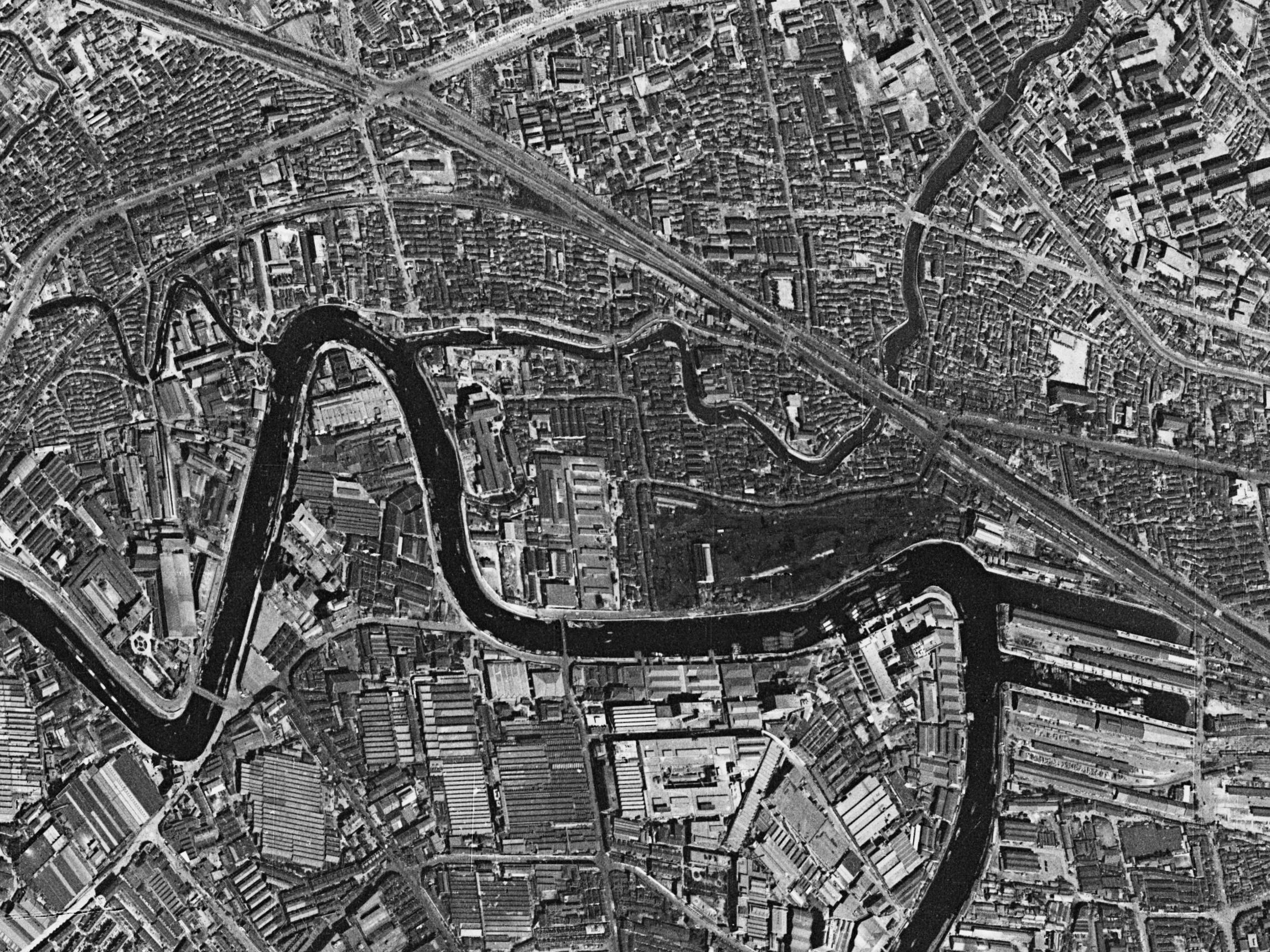
彭越浦汇入苏州河的两湾一宅区域卫星图（1966年）

宋、元年间，因吴淞江河床淤塞，彭越浦一遇潮汛就泛滥成灾，當地人民認為潮神为西楚霸王项羽化身，並把潮汛稱为“霸王潮”。而西汉梁王彭越曾為汉高祖刘邦效力，楚汉相争时與項羽勢力多次交戰。1299年僧德宁在河岸边修建彭越庙，供奉彭越，希望能鎮住潮神。此後，該河就以彭越浦或彭公浦相称，简称彭浦。彭越庙歷經數百年屢毀屢建，中華人民共和國成立後，彭越庙先后充作彭浦镇小学校舍和街道工厂厂房。1993年，彭越浦泵站在闸北區普善路柳营路西南一侧紧靠彭越浦支流柳营河落成。彭越浦泵站为当时亚洲最大的泵站。
2021年10月8日，静安区彭越浦（汶水路-江场西路）两岸陆域贯通环境改造工程动工。改造工程由静安区河道水政所负责建设，改造工程北至江场西路，南至汶水路，南北贯穿上海市北高新园区。2022年10月完工。